# Rebelión de Agosto

La Rebelión de Agosto (georgiano: აგვისტოს აჯანყება, agvistos adjanq’eba) fue una fallida insurrección contra el gobierno soviético en la República Socialista Soviética de Georgia a fines de agosto e inicios de septiembre de 1924.
En febrero de 1921, el Ejército Rojo puso final a tres años de República Democrática de Georgia (véase invasión de Georgia por el Ejército Rojo, en:Red Army invasion of Georgia). El régimen soviético pronto enfrenta resistencias armadas: en el verano nace una guerrilla en Svanetia pero fue fácilmente exterminada. Al año siguiente, Kakutsa Cholokashvili y Mijeil Lashkarashvili forman otra partida en Kartli, Guria y Mingrelia. Paralelamente, dirigentes mencheviques volvieron secretamente de su exilio y se forma el Comité por la Independencia de Georgia (georgiano: საქართველოს დამოუკიდებლობის კომიტეტი, Sak’art’velos damoukideblobis komiteti). A finales de año nuevas partidas nacen en Jevsureti o Jevsuria, Kajetia y Guria. En febrero de 1923, la Cheka se infiltra en el Comité y logra arrestar a 15 dirigentes militares, quienes son asesinados el 20 de mayo, destacando el general y príncipe Konstantine Abjazi (en:Kote Abkhazi). En castigo, todos los patriarcas católicos son arrestados y desterrados, muchos monasterios e iglesias son cerrados y algunas villas son quemadas. A finales de año, mientras algunos líderes son arrestados, otros vuelven clandestinamente de Europa y los sustituyen en la preparación de la rebelión. Estos contaban con la ayuda francesa y británica.
Los conspiradores planearon la sublevación para febrero y después el 17 de agosto de 1924, pero ambos intentos fueron abortados después de arrestos de sus dirigentes por la Cheka. A las 04:00 horas del 28 de agosto estallan combates en Chiatura y poco después en Shorapani, Zugdidi y Guria. La guerrilla de Cholokashvili actuaba en la región de Kajetia. Permanecieron en relativa calma Abjasia, Ayaria, Batumi y Tiflis. Sergó Ordzhonikidze estuvo a cargo de su supresión; sus tropas en algunas regiones contaron con el apoyo del campesinado, pero en Guria el pueblo se levantó en armas masivamente. Los comunistas no dudaron en usar ametralladoras y aviones en su contra. El 4 de septiembre, los comunistas capturan a los generales Kote Andronikashvili y Yasón Javajishvili, los que son forzados a pedir a sus compañeros deponer las armas. La débil organización central fue incapaz de coordinar las partidas autónomas, que fueron vencidas en sangrientos combates. Tampoco fueron capaces de levantar las grandes ciudades o los territorios poblados por minorías étnicas. Además, sus enemigos ya conocían bien sus planes al haber infiltrado sus mandos. El 5 de septiembre, todo había acabado aunque algunas guerrillas siguieron sus operaciones en partes de Abjasia hasta octubre.
En una serie de incursiones, los destacamentos del Ejército Rojo y de la Cheka mataron a miles de civiles, exterminando a familias enteras, incluyendo mujeres y niños.  Se llevaron a cabo ejecuciones masivas en las cárceles,  donde se mató a personas sin juicio, incluso a aquellas que estaban en prisión en el momento de la rebelión.  Cientos de arrestados fueron fusilados directamente en los troncos del ferrocarril, para que los cadáveres pudieran ser retirados más rápido, una nueva y efectiva invención técnica del oficial de la Cheka, Talajadze.
El número exacto de víctimas y muertos durante las purgas sigue siendo desconocido. Aproximadamente 3.000 personas murieron en combate. El número de ejecutados durante el levantamiento o inmediatamente después de éste ascendió a 7.000-10.000  o incluso más. Según los relatos más recientes incluidos también en el El libro negro del comunismo (The Black Book of Communism. Harvard University Press, 1999), 12.578 personas fueron ejecutadas entre el 29 de agosto y el 5 de septiembre de 1924. Unas 20.000 personas fueron deportadas a Siberia y a los desiertos de Asia Central. 